# Ян Вандрей
Ян Ва́ндрей (нім. Jan Vandrey, нар. 11 грудня 1991, Шведт) — німецький спортсмен-веслувальник, що спеціалізується на спринті.

## Участь у міжнародних змаганнях
На Олімпійських іграх 2016 у Ріо-де-Жанейро в парі з Себастьяном Бренделем взяв участь у перегонах каное-двійок на дистанції 1000 м, на яких німецькі спортсмени завоювали золоті медалі.